# Sevenoaks School
Sevenoaks School est une public school (école indépendante) mixte située dans la ville de Sevenoaks dans le Kent, en Angleterre. Fondée en 1432, c'est la plus ancienne école laïque du Royaume-Uni. Elle accueille près de 1 000 élèves, externes, demi-pensionnaires et internes, dont l'âge va de 11 à 18 ans, à peu près également répartis entre filles et garçons.
L'école fut pionnière dans l'accueil d'élèves originaires d'autres pays dans les années 1960. Aujourd'hui, plus de 45 nationalités y sont représentées. En même temps, elle reste fortement enracinée dans la vie locale et maintient des traditions telle que le Sevenoaks Festival et les Lunchtime Music Recitals, lancés également dans les années 1960. En 1966, elle crée avec l'école Saint-Martin-de-France de Pontoise une "classe franco-anglaise" dans le cadre de laquelle des élèves de l'équivalent de la classe de quatrième passent leur dernier trimestre scolaire alternativement dans l'une et l'autre école.
En 1999, l'école est passée du système anglais de l'examen de l' advanced level ou "A level" au baccalauréat international. Elle est membre du groupe des écoles du G20.

## Équipement
L'école possède deux bâtiments antérieurs au XXe siècle : l'Old School House, construite au début du XVIIIe siècle dans le style palladien, et les Cottage Blocks, construits à la fin du XIXe siècle. L'Assembly Hall, construit dans les années 1930, abrite la Johnson Library, qui possède plus de 25 000 livres. Sevenoaks School possède également une piste d'athlétisme, un court de tennis couvert, un auditorium et un théâtre.
Les principaux locaux de l'école sont proches du centre de la ville de Sevenoaks, à cheval sur la route A225 ou Tonbridge Road. Le terrain de l'école est également traversé par la Knole Lane, qui mène au château de Knole House, situé dans un parc qui borde l'école.

## Internat
Sevenoaks School accueille les internes dans 7 boarding houses, dont chacune possède une couleur de cravate pour distinguer ses élèves :  
- School House (1432) : cravate verte.
- Johnsons (1924) : cravate rose saumon.
- Park Grange (1946) : cravate bleu pâle.
- International Centre (1964) : cravate dorée.
- Girls' International House (1983) : cravate bleu et rouge.
- Sennocke (1985) : cravate vert et argent.
- Lambardes (1992), Junior house : cravate vert et rouge.

## Histoire
L'école fut fondée en 1432 par William Sevenoke comme partie de son testament, avec le but de donner à des garçons de la ville de Sevenoaks une éducation classique libérée de contraintes religieuses.  Elle est ainsi une des plus anciennes fondations laïques d'Angleterre.  
L'école fut installée dans de petits bâtiments en ville, jusqu'à ce qu'un bâtiment permanent soit construit en 1730 à l'initiative de Richard Boyle, comte de Burlington, un ami du directeur de l'école à l'époque, Elijah Fenton.
Jusqu'à la fin du XIXe siècle, l'école reste de dimension modeste. À un moment donné, elle n'accueillait que quatre élèves.
En 1884, le directeur James Birkett entreprend d'élever Sevenoaks School au statut de first grade classical school.  Lorsqu'il démissionne dans les années 1890, l'école a plus de 100 élèves.
Dans les années 1920, le directeur James Higgs-Walker crée un externat, agrandit les installations sportives de l'école et développe les activités extra-scolaires. Charles Plumptre Johnson et son frère Edward font de nombreux dons à Sevenoaks School :
- Le Flagpole, 1924,
- Thornhill, 1924, qui devient la maison pour internes Johnson's House,
- Johnson's Hall, 1936, aujourd'hui la Johnson's Library,
- Le Sanitorium, 1938,
- Park Grange, 1946.

## Anciens élèves
- Jonathan Bate, professeur
- William Caxton, imprimeur
- Adam Curtis, cinéaste
- Daniel Day-Lewis, acteur
- Paul Downton, cricketeur
- Clive Dunn, acteur
- Simon Donaldson, Mathematicien, lauréat Fields medal
- Jonathan Evans, Directeur général du MI5
- John Frith, martyr et traducteur du Nouveau Testament
- Andy Gill et Jon King, musiciens
- Paul Greengrass, cinéaste
- Tom Greenhalgh, Kevin Lycett et Mark White, musiciens
- George Grote, historien
- Henry Hardinge, 1st Viscount Hardinge, homme d'état
- Sarah Harrison, journaliste investigative et membre de WikiLeaks
- Thomas Heatherwick, designer
- Charlie Higson, acteur et auteur
- Emma Johnson clarinettiste
- Timothy Laurence (né en 1955), vice-amiral et époux de la princesse Anne
- Colwyn Philipps, homme politique britannique
- Rupert Russell, auteur et acteur
- Jonael Schickler, philosophe
- Simon Starling, lauréat en 2005  du Turner Prize
- Tristram Stuart, auteur
- Ben Summerskill, lobbyiste
- Plum Sykes, auteur
- Oliver Taplin, professeur
- Ian Walker, navigateur olympique
- Helen Zaltzman, podcaster
- Catherine Day, anthropologue
- Dan Caprice, joueur de rugby
- Andy Titterrell (né en 1981), joueur de rugby
- Prince Amedeo de Belgique (né en 1986)
- Peter Thomson, diplomate